# Achada do Vinhático
Achada do Vinhático é um sítio da freguesia de Santana, concelho de Santana, Ilha da Madeira.